# モロヌ州
モロヌ州（モロヌしゅう、フランス語：Région du Moronou）はコートジボワール共和国北東部のラック地方南東部の州。
州都はボングアヌ。
2014年の人口は約35.3万人。

## 地理
- 北：イッフ州
- 東：インデニエ＝ジブアリン州
- 南東：ラミー州
- 南：アニェビ＝ティアサ州
- 西：ベーリン州
- 北西：ンジ州

## 行政区画
- Arrah
- Bongouanou
- M'Batto